# 151997 Bauhinia
151997 Bauhinia è un asteroide della fascia principale. Scoperto nel 2004, presenta un'orbita caratterizzata da un semiasse maggiore pari a 2,3100585 UA e da un'eccentricità di 0,1613986, inclinata di 0,71382° rispetto all'eclittica.